# 春の桜と優雅に語らう17の知恵
『春の桜と優雅に語らう17の知恵』（はるのさくらとゆうがにかたらうじゅうななのちえ）は、様々なアーティストの春の楽曲を集めたコンピレーション・アルバム。2005年2月23日発売。発売元はSony Music Direct。

## 解説
“春”が舞台の楽曲を収録しているコンピレーション・アルバム。発売元はソニー・レコード系列であるが、いくつかの楽曲は他社から音源を借りている。例えば、中島みゆき「春なのに」、NSP「八十八夜」のライセンスは、ヤマハミュージックコミュニケーションズが所有している。
選曲は主に、1970年代・1980年代のJ-POP、フォークソング、アイドル歌謡曲が中心。楽曲製作者に焦点を当てると、尾崎亜美や矢野顕子、松任谷由実に中島みゆきなど、個性的な女性シンガー・ソングライターの顔ぶれが並んでいる。男性でも、よしだたくろうに井上陽水とフォークソングの草分け的存在の楽曲が並べて収録されている。
CDジャケットは、花札にある絵をモチーフとしたもの。
化粧品会社関連のタイアップ・ソングが多く収録されている。資生堂の「春の予感 -I've been mellow-」「う、ふ、ふ、ふ、」、カネボウ化粧品の「春咲小紅」、ポーラ化粧品の「私のハートはストップモーション」が該当する。
翌2006年には、本作の続編的作品『春歌』（2006年3月1日）も発売され、本作から「春の予感 -I've been mellow-」「春咲小紅」「初恋」が続けて収録されている。「春なのに」「夢で逢えたら」は異なるヴォーカル・バージョンにて収録（『春歌』参照）。

## 収録曲
1. 春一番（1976年3月1日）
  - 作詞・作曲・編曲: 穂口雄右
  - 歌: キャンディーズ、第27回NHK紅白歌合戦 歌唱曲。
  - アルバム『年下の男の子』（1975年4月21日）から別アレンジでシングルカットされた、春の定番曲。
2. 春の予感 -I've been mellow-（1978年1月21日）
  - 作詞・作曲・編曲: 尾崎亜美
  - 歌: 南沙織、資生堂'78春キャンペーン・ソングのほか、1990年代にはDDICMに起用。
  - 尾崎が同時期にセルフカヴァーをしている（1978年7月5日『STOP MOTION』収録）。
3. 春咲小紅（1981年2月1日） 
  - 作詞: 糸井重里、作曲: 矢野顕子、編曲: ymoymo
  - 歌: 矢野顕子、カネボウ化粧品'81春キャンペーン・ソング。
  - 作詞はコピーライター・糸井重里。
4. う、ふ、ふ、ふ、（1983年2月5日）
  - 作詞・作曲: epo、編曲: 清水信之
  - 歌: EPO、資生堂'83春キャンペーン・ソングのほか2000年代にはダイハツ・ミラカスタムのCMに起用。
5. 私のハートはストップモーション（1979年1月25日）
  - 作詞: 竜真知子、作曲: 都倉俊一、編曲: 萩田光雄
  - 歌: 桑江知子、ポーラ化粧品CMソング。 第21回日本レコード大賞最優秀新人賞を受賞。
  - 近年、沖縄音楽を追究している桑江であるが、ライヴでは本楽曲もリアレンジで披露することがある。
6. 赤いスイートピー（1982年1月21日）
  - 作詞: 松本隆、作曲: 呉田軽穂、編曲: 松任谷正隆
  - 歌: 松田聖子、松任谷由実から初提供を受けた楽曲。
7. 春うらら（1976年2月26日）
  - 作詞: 最首としみつ・中里綴、作曲: 田山雅充、編曲: 船山基紀
  - 歌: 田山雅充、南沙織へ提供した「人恋しくて」（1975年8月1日）がヒットした田山の、自身のヒット曲。
8. 春なのに（1989年11月15日）
  - 作詞・作曲: 中島みゆき、編曲: 瀬尾一三
  - 歌: 中島みゆき、柏原芳恵へ提供した曲のセルフカヴァー（1989年11月15日 『回帰熱』収録）
9. 春だったね（1972年7月21日）
  - 作詞: 田口叔子、作曲: よしだたくろう
  - 歌: よしだたくろう、アルバム『元気です。』（初のLPチャート1位獲得作品）収録曲。
10. 東へ西へ（1972年12月10日）
  - 作詞・作曲: 井上陽水、編曲: 星勝
  - 歌: 井上陽水、1991年に本木雅弘がカヴァーして『第42回NHK紅白歌合戦』で披露された。
11. 春雷（1979年2月25日）
  - 作詞・作曲: 山木康世、編曲: 瀬尾一三
  - 歌: ふきのとう
12. 初恋（1983年2月25日）
  - 作詞・作曲: 村下孝蔵、編曲: 水谷公生、コーラスアレンジ: 町支寛二
  - 歌: 村下孝蔵、様々な歌手にカヴァーされているスタンダード・ナンバー。
13. 愛染橋（1979年12月21日）
  - 作詞: 松本隆、作曲: 堀内孝雄、編曲: 萩田光雄
  - 歌: 山口百恵、1970年代最後に発表されたシングルA面曲。
14. 春おぼろ（1979年2月5日）
  - 作詞: 山上路夫、作曲・編曲: 筒美京平
  - 歌: 岩崎宏美、季節の「春」と、結婚の比喩で例えられる「春」をかけた曲。
15. たんぽぽ（1975年4月21日）
  - 作詞: 松本隆、作曲: 筒美京平、編曲: 萩田光雄
  - 歌: 太田裕美、楽曲制作は1976年のヒット曲「木綿のハンカチーフ」のトリオ。
16. 八十八夜（1978年3月25日）
  - 作詞・作曲: 天野滋、編曲: 福井崚
  - 歌: NSP
17. 夢で逢えたら（1978年7月5日）
  - 作詞・作曲: 大瀧詠一、編曲: 前田憲男、ヴォーカル・アレンジ: 有賀恒夫
  - 歌: サーカス、様々な歌手にカヴァーされているスタンダード・ナンバー（夢で逢えたら (大瀧詠一の曲) 参照）。

## 関連作品
- 夏歌（2004年6月23日）
- 夏歌2（2005年6月22日）
- 秋の夜長と上手につきあう17の知恵（2004年9月23日）
- 秋歌（2005年8月31日）
- 冬歌（2004年11月26日）
- 冬歌2（2005年11月23日）